# La Contre-Révolution
La Contre-révolution de Villeneuve-sur-Lot et de Lot-et-Garonne était un organe nationaliste indépendant. 
Périodique français créé en octobre 1928 par Henry Coston, qui venait de rompre avec l'Action française, « trop timorée envers la lutte contre la judéo-maçonnerie » La revue se caractérise par ses attaques contre Georges Leygues, homme politique local, mais le journal ne connut que deux numéros.